# Schillernder Thymian
Der Schillernde Thymian (Thymus caespititius) ist eine Pflanzenart aus der Gattung der Thymiane (Thymus) in der Familie der Lippenblütler.

## Beschreibung
Der Schillernde Thymian ist eine rasenbildende Pflanze mit holzigen, kriechenden Trieben, die aufrechte blütentragende Stängel mit einer Höhe von 2 bis 7 cm, sowie achselständige Büschel aus kleinen Laubblättern tragen. Die Laubblätter sind etwa 8 mm lang und 1,7 mm breit, schmal spatelförmig und unbehaart, am Grund sind sie bewimpert.
Der Blütenstand ist locker gebaut und besteht aus zweiblütigen Scheinwirteln. Die Tragblätter ähneln den Laubblättern. Der Kelch hat eine Länge von 3 bis 4 mm, die oberen Zähne sind kaum ausgeprägt und nicht bewimpert, die unteren Zähne sind flach und so lang wie breit. Die Krone erreicht eine Länge von 6 bis 14 mm, ist purpurrosa oder weißlich.
Die Chromosomenzahl beträgt 2n = 30.

## Systematik
Innerhalb der Gattung der Thymiane (Thymus) wird die Art in die Sektion Micantes eingeordnet.

## Vorkommen
Die Art ist in Portugal, im nordwestlichen und westlichen Spanien sowie auf den Azoren und auf Madeira verbreitet.

## Bildergalerie

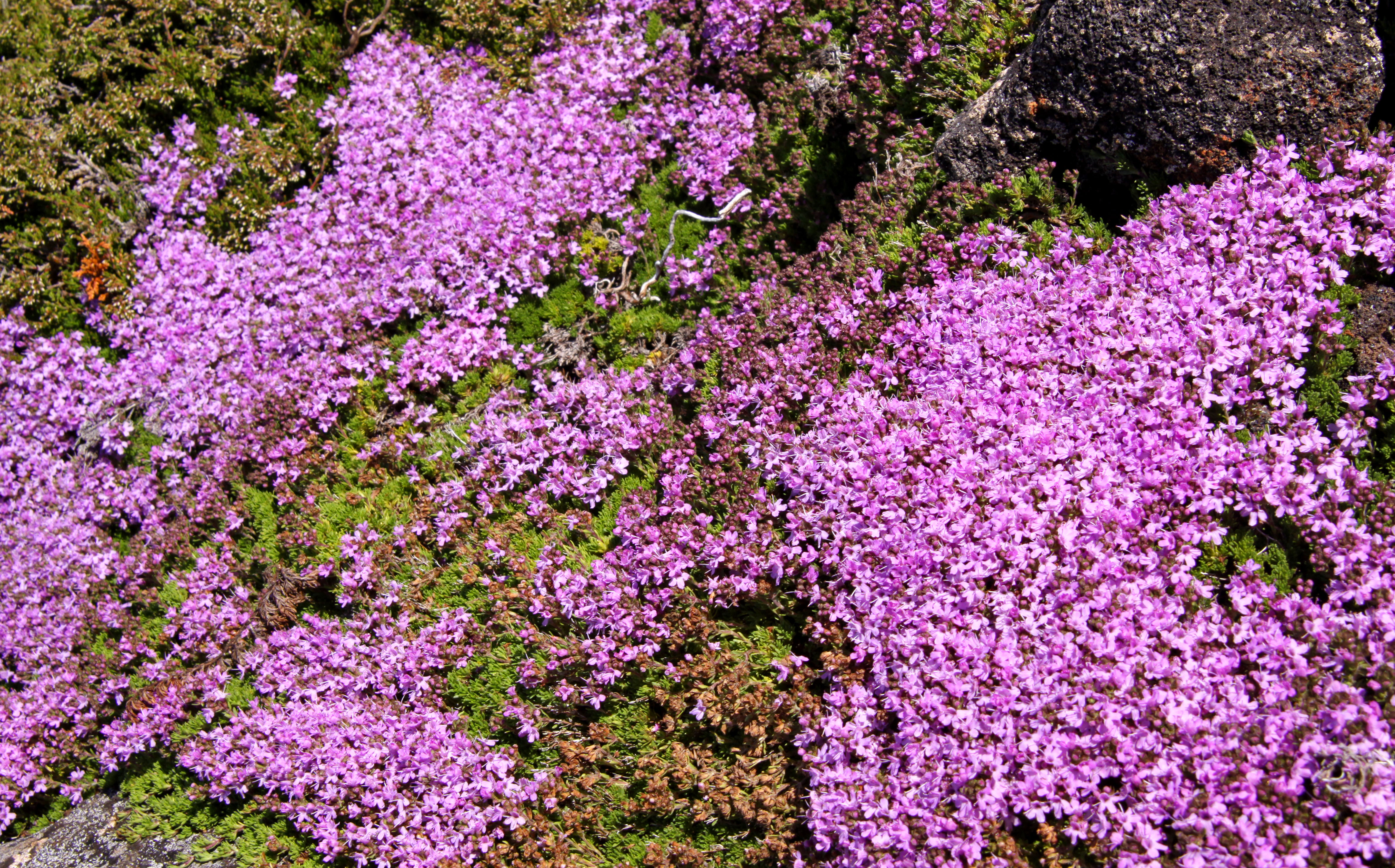
Thymus caespititius
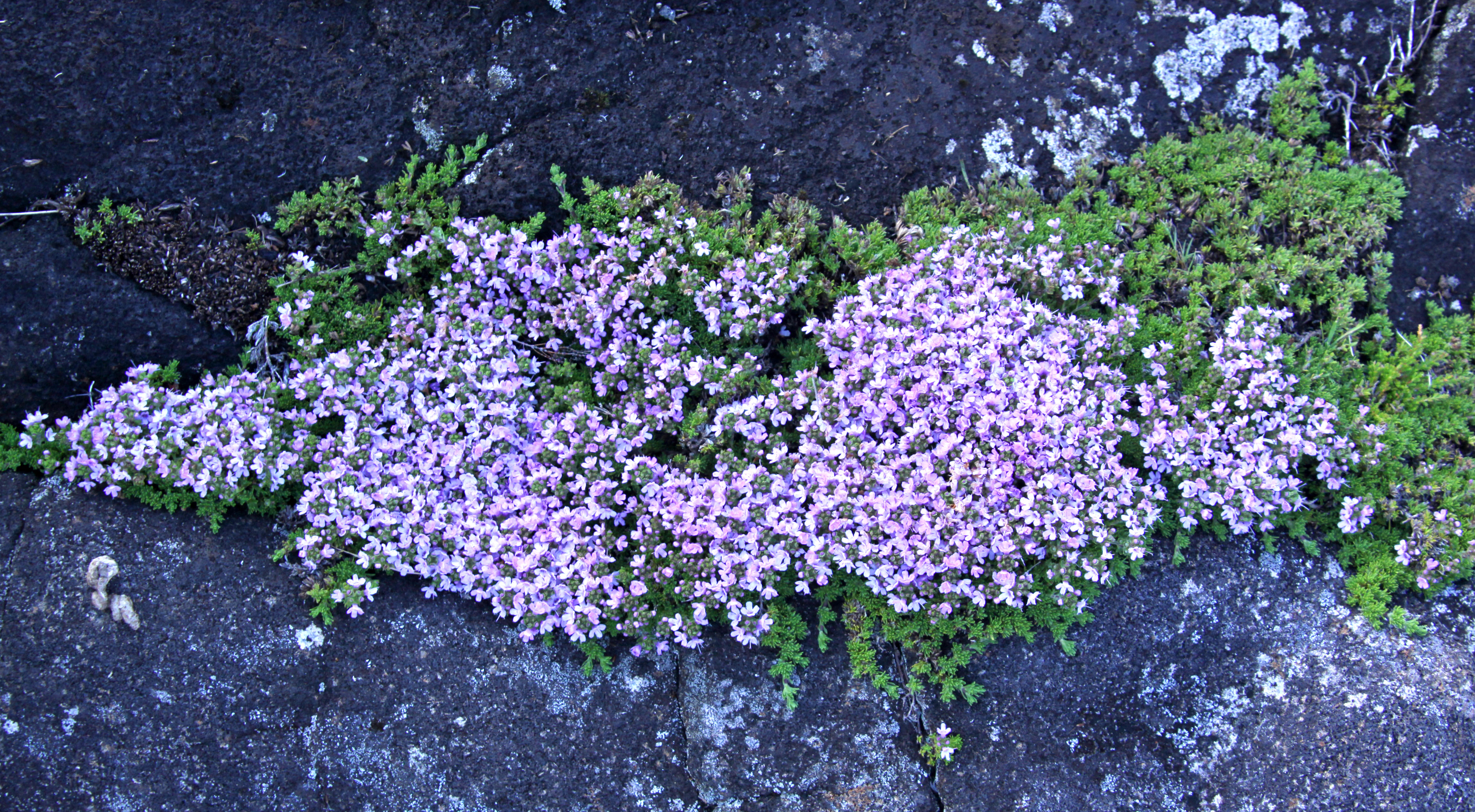
Thymus caespititius
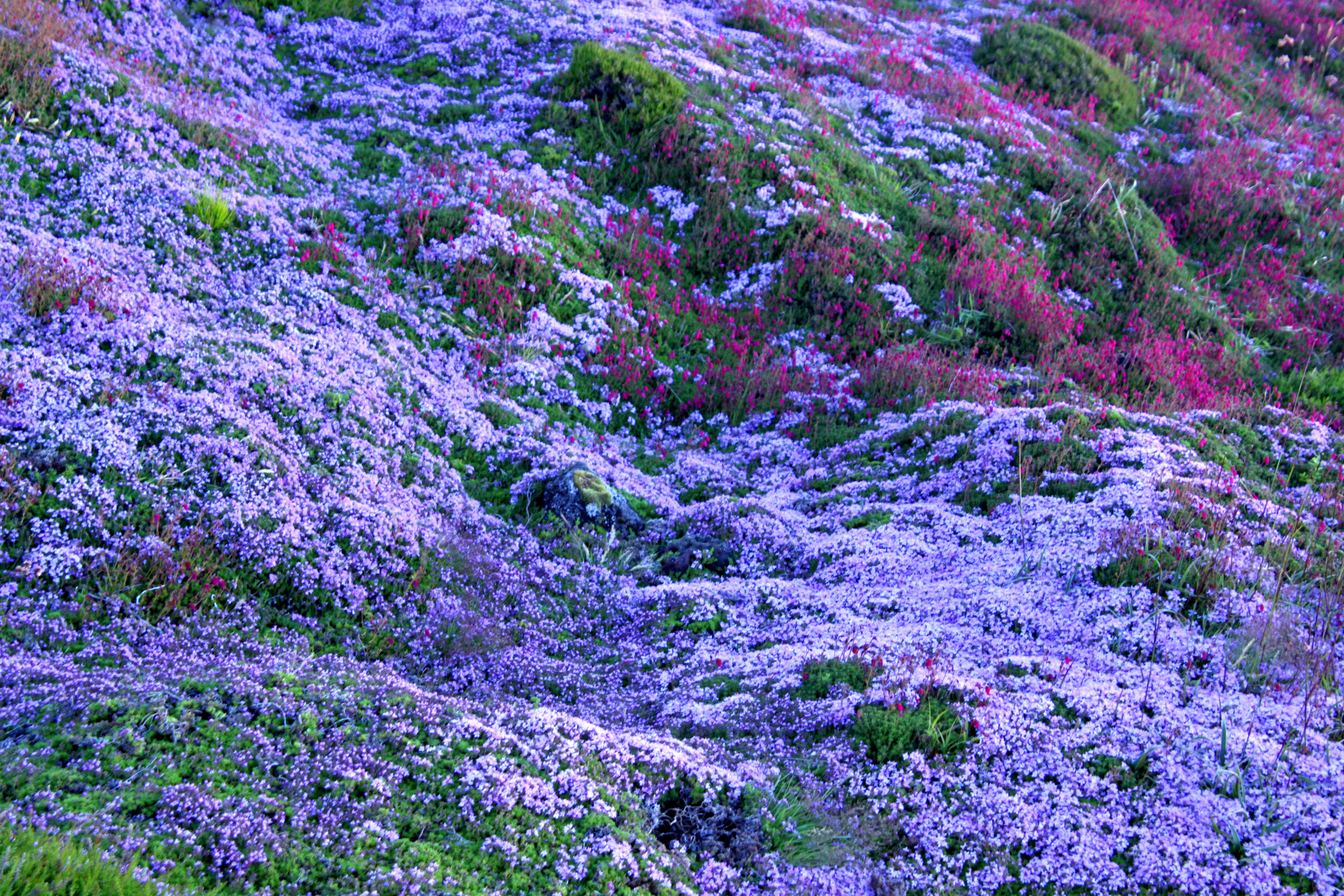
Thymus caespititius

## Belege